# Owain ap Gruffydd († 1236)
Owain ap Gruffydd († 18. Januar 1236 in Strata Florida Abbey) war ein Lord des walisischen Fürstentums Deheubarth.
Owain ap Gruffydd entstammte der Dinefwr-Dynastie. Er war ein Sohn von Gruffydd ap Rhys und dessen Frau Matilda de Braose, einer Tochter von William de Braose. Zusammen mit seinem Bruder Rhys Ieuanc erbte er nach dem Tod seines Vaters 1201 dessen Gebiete und Ansprüche auf das Erbe ihres Großvaters Rhys ap Gruffydd, dem Lord von Deheubarth. Ihr Erbe wurde ihnen von ihrem Onkel Maelgwn ap Rhys streitig gemacht. Nachdem Maelgwn 1203 sich des Ystrad Tywi bemächtigt hatte, wurde er 1204 von Owain ap Gruffydd, Rhys Ieuanc und ihrem Onkel Rhys Gryg wieder vertrieben. In den folgenden Kämpfen um Deheubarth schienen Owain und sein Bruder Rhys Ieuanc immer auf der falschen Seite zu stehen. 1211 unterstützte Owain Fürst Llywelyn ap Iorwerth von Gwynedd im Krieg gegen den englischen König Johann Ohneland, wodurch er nun im Konflikt mit Rhys Gryg geriet, der 1211 Llandovery Castle eroberte. 1212 stand Owain jedoch zusammen mit seinem Bruder Rhys Ieuanc wieder auf Seiten König Johanns, der ein Heer unter dem Söldnerführer Falkes de Bréauté zu ihrer Unterstützung sandte. Dieses schlug im Januar 1213 Rhys Gryg bei Llandeilo, so dass dessen Ländereien an seine Neffen fielen. Im Frühjahr 1215 verbündeten sich Owain und Rhys Ieuanc wieder mit Maelgwn ap Rhys gegen den König und unterstützen Llywelyn ab Iorwerth in Nordwales.
Ursprünglich mit Ländereien im Cantref Bychan ausgestattet, erhielt Owain 1216 im Abkommen von Aberdyfi, das die Aufteilung von Deheubarth regelte, Ländereien nördlich des River Aeron in Ceredigion zugesprochen. Dafür musste er wie die anderen Lords von Deheubarth die Oberherrschaft von Llywelyn ap Iorwerth anerkennen und diesem Waffenhilfe leisten. Bereits 1217 kämpfte Owain zusammen mit Llywelyn ab Iorwerth gegen den anglonormannischen Baron Reginald de Braose, einem Bruder seiner Mutter.
Angesichts der brutalen Erbfolgekämpfe innerhalb ihrer Familie ist Owains langjähriges Bündnis mit seinem Bruder Rhys Ieuanc bemerkenswert. Ihre enge Zusammenarbeit wurde vielleicht durch ihre Herkunft gefördert, da sie als Kinder einer anglonormannischen Mutter innerhalb der Familie als Außenseiter galten. Nach dem Tod von Rhys Ieuanc im August 1222 gelang es Owain jedoch nicht, dessen Territorium im Norden von Ceredigion komplett zu übernehmen, sondern musste es mit Maelgwn ap Rhys teilen. Owain starb in der Strata Florida Abbey und wurde dort neben seinen Eltern und seinem Bruder begraben. Sein Erbe und Nachfolger wurde sein Sohn Maredudd.